# 12445 Sirataka
12445 Sirataka este un asteroid din centura principală de asteroizi.

## Descriere
12445 Sirataka este un asteroid din centura principală de asteroizi. A fost descoperit pe 24 aprilie 1996 la Nanyo de Tomimaru Okuni. El prezintă o orbită caracterizată de o semiaxă mare de 3,11 ua, o excentricitate de 0,03 și o înclinație de 10,1° în raport cu ecliptica.